# Crisanto de Mádito

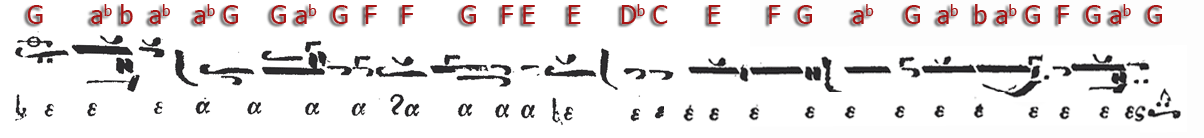
Exegese cromática do enechema diatónico de echos devteros (recepção do canto bizantino no século XIX)

Crisanto de Mádito (Mádito, c. 1770 - Bursa, 1846) foi um clérigo e musicólogo grego do Império Otomano, e principal reformador da música bizantina no século XIX.

## Biografia
Crisanto de Mádito nasceu por volta de 1770, em Mádito, na Trácia Oriental, então parte do Império Otomano. Tornou-se, em suas primeiras décadas de vida, arquimandrita, cantor e, a partir de 1815, professor de música bizantina em Constantinopla. Elaborou, junto de Curmúzio o Arquivista e Gregório o Cantor, uma grande simplificação do ensino da música bizantina, resultando no octoeco neobizantino. Em 1821, publicou sua "Introdução" (em grego clássico: Εἰσαγωγή; romaniz.: Eisagōgḗ), um curto tratado introduzindo sua nova técnica, que já fora aprovada pelo Patriarca Cirilo de Constantinopla em 1814. Em 1832, publicou o "Grande (Tratado) Teórico da Música" (em grego clássico: Θεορετικὸν μέγα τῆς μουσικῆς; romaniz.: Theoretikòn méga tês mousikês), com uma primeira parte aprofundando seu primeiro livro e uma segunda sendo uma tentativa de estabelecer uma crônica de toda a música desde antes do Dilúvio até seus dias. Foi arcebispo de Durrës, e morreu em Bursa em 1846.